# Rhadinopus kurivana
Rhadinopus kurivana là một loài thực vật có hoa trong họ Thiến thảo. Loài này được Ridsdale miêu tả khoa học đầu tiên năm 1979.